# Kroatisk (sprog)
Kroatisk (hrvatski jezik, [xř̩ʋaːtskiː]) er et sydslavisk sprog, en afart af serbokroatisk. Det tales af 6,2 mio. mennesker primært i Kroatien og Bosnien-Hercegovina, hvor det er officielt sprog. I Kroatien bruges traditionelt flere slaviske og germanske, men færre latinske ord og udtryk. 
Det skønnes, at op mod ca. 7 mio. mennesker per 2005 taler sproget. Kroatisk er såkaldt vest-štokavisk og der tales overvejende jekavisk, samt ikavisk i Istrien.
Desuden findes i Kroatien de særlige mindretalsdialekter kajkavisk (i nord, herunder hovedstaden Zagreb) og čakavisk (langs Adriaterhavet). Kroatisk skrives med latinsk skrift og dets alfabet blev udviklet af Ljudevit Gaj i 1830.
| A a   | B b | C c      | Č č     | Ć ć | D d   | Đ đ |
| Dž dž | E e | F f      | G g     | H h | I i   | J j |
| K k   | L l | Lj lj    | M m     | N n | Nj nj | O o |
| P p   | R r | S s      | Š š     | T t | U u   | V v |
| Z z   | Ž ž | (i+e=ie) | (r+r=ŕ) |     |       |     |

I isolerede religiøse lommer i Kroatien brugtes endvidere det glagolitiske alfabet frem til 1800-tallet, og i Mellemkrigstiden oplevede alfabetet en kortvarig genoplivning. 
- Kroatisk (Baška 1100).
- Kroatisk sprog 1368.
- Kroatisk sprog 1380-1400.

- Wikimedia Commons har flere filer relateret til Kroatisk (sprog)
- Der findes også en Wikipedia på kroatisk.

| Sprog | Spire Denne artikel om sprog er en spire som bør udbygges. Du er velkommen til at hjælpe Wikipedia ved at udvide den. |